# Centre technique industriel
Pour les articles homonymes, voir CTI.
Un centre technique industriel (CTI) est, en France, une structure de recherche technologique qui intervient en support d'une filière industrielle généralement caractérisée par une forte part de PME.
Les centres techniques industriels exercent une mission d'intérêt général dans les domaines de la veille technologique, de la recherche et développement et de la normalisation. Ils développent également des activités privées et commerciales dans l'assistance technique, le transfert de technologie, la formation et plus récemment le développement durable.
Ce sont des agents économiques de la recherche et développement au service des entreprises et dont la gouvernance est assurée par des représentants d'entreprises, sous le contrôle de l'État (ministère chargé de l'industrie ou ministère chargé de l'agriculture). Les centres techniques industriels peuvent intervenir dans un cadre régional conjointement avec d'autres organismes (ex : l'ADEME) en qualité de centre de ressource technologique.
Ils emploient environ 2 500 personnes dont 50 % d'ingénieurs. 
Un statut juridique leur est dédié : « centre technique industriel » selon la loi no 48-1228 du 22 juillet 1948, insérée en 2004 dans le Code de la recherche.
Une grande partie des CTI s'est regroupée au sein de l'association « Réseau CTI »
Au 1er janvier 2020, il existe 14 centres techniques industriels dans le domaine de l'industrie :
- Centre d'études et de recherches de l'industrie du béton (CERIB)
- Centre technique des industries aérauliques et thermiques (CETIAT)
- Centre technique des industries mécaniques (CETIM)
- Centre technique du cuir, chaussures, maroquinerie (CTC)
- Centre technique industriel de la construction métallique (CTICM)
- Centre technique des industries de la fonderie (CTIF)
- Centre technique de matériaux naturels de construction (CTMNC)
- Centre technique de l'industrie des papiers, cartons et celluloses (CTP)
- Institut de recherche sur l'entretien et le nettoyage (CTTN-IREN)
- Institut technologique de la forêt, cellulose, bois-construction et ameublement (FCBA)
- Centre technique industriel de la plasturgie et des composites (IPC)
- Institut français du textile et de l'habillement (IFTH)
- Institut de soudure (IS)
- Institut des corps gras (ITERG)

Certains instituts techniques agro-industriels ou agricoles ont aussi le statut de centre technique industriel :
- Centre technique de la conservation des produits agricoles (CTCPA)
- Centre technique de la canne à sucre de la Guadeloupe (CTCS Guadeloupe)
- Centre technique de la canne à sucre de la Martinique (CTCS Martinique)
- Centre technique interprofessionnel de la canne à sucre de la Réunion (CTICS)
- Centre technique interprofessionnel des fruits et légumes (CTIFL)
- Institut français des productions cidricoles (IFPC)
- Institut français de la vigne et du vin (IFV)
- Terres Inovia (huiles végétales, protéines végétales et chanvre)